# Gumersindo Trujillo Fernández
Gumersindo Trujillo Fernández (Vallehermoso, La Gomera, 19 de enero de 1933 - Santa Cruz de Tenerife 2 de septiembre de 2001) fue un jurista canario y rector de la Universidad de La Laguna.

## Reseña biográfica
Gumersindo Trujillo realizó estudios de postgrado distintas universidades francesas e italianas. Obtiene el doctorado en 1963 con una tesis titulada "El federalismo español. Contribución al estudio de la ideología federal". Más tarde publicaría las conclusiones de esta tesis en "Introducción al Federalismo Español (Ideología y fórmulas constitucionales)" (1967), lo que influyó para que en 1975 consiguiera la cátedra de Derecho Político de la Universidad de Santiago de Compostela y, al año siguiente, la cátedra de Teoría del Estado y Derecho Constitucional por el mismo centro. Previamente había sido secretario general de la Universidad de La Laguna en el período 1972-1976.
En 1983 obtiene la cátedra de Derecho Político por la Universidad de La Laguna. Fue rector de dicha Universidad entre los años 1980 y 1985 en dos mandatos; el primero desde julio de 1980 hasta febrero de 1984 y el segundo desde esta última fecha hasta julio de 1985. Dejó este cargo para presidir el Consejo Consultivo de Canarias. Falleció el 2 de septiembre de 2001 tras una larga enfermedad. 
En 2006 se editó por el Senado su obra "Escritos sobre la estructura territorial del Estado".

## Distinciones
- (2001) Hijo predilecto de La Gomera y Medalla Torre del Conde en su categoría de Oro.[2]
- (2002) Medalla de Oro de Canarias a título póstumo.[3]